# 酸素マスク

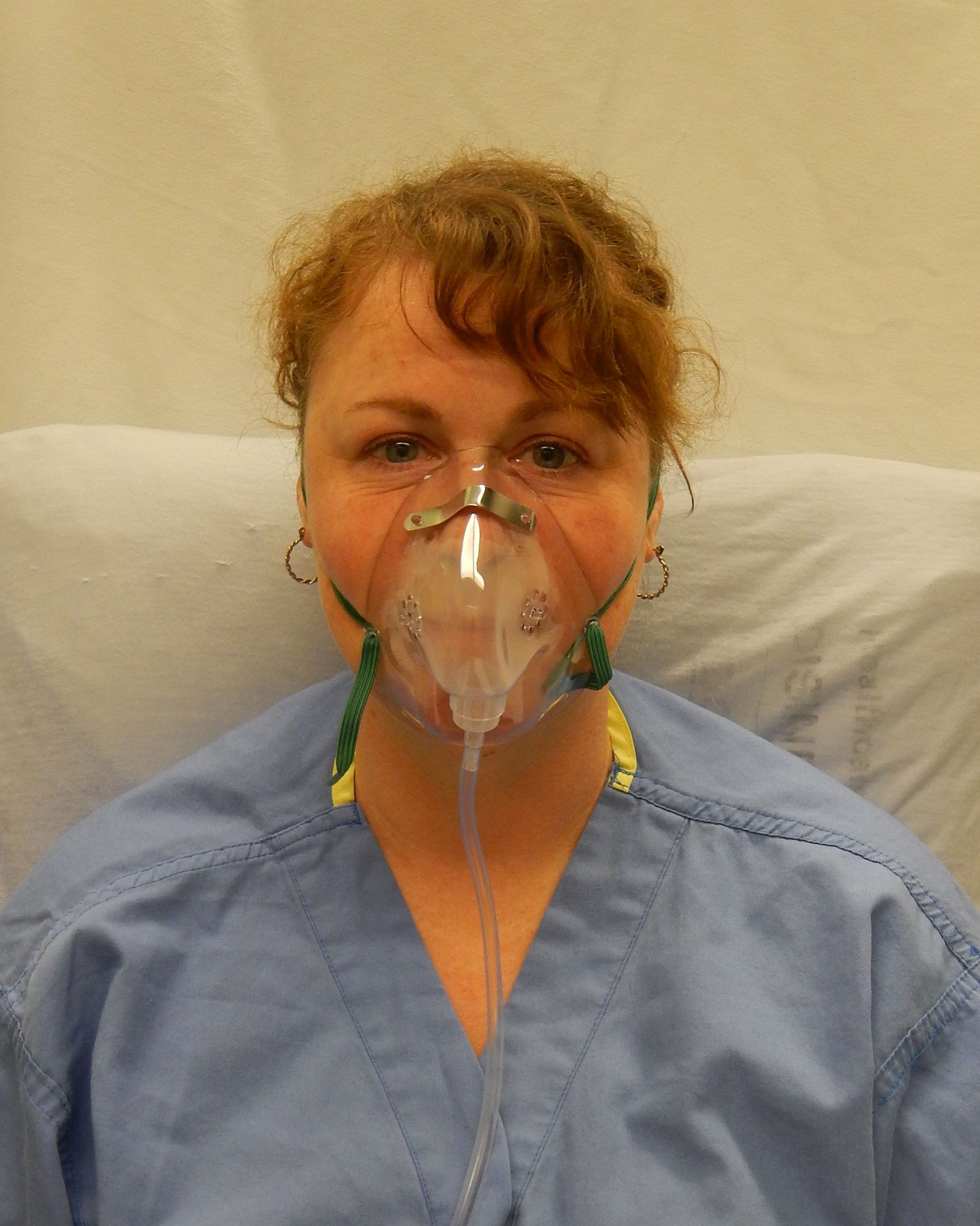
酸素マスクを装着した女性

酸素マスク（さんそますく）は、吸入用酸素を酸素ボンベから肺に送るための器材である。酸素マスクには、鼻と口だけを覆うもの（口鼻マスク）と顔全体を覆うもの（フルフェイスマスク）がある。材質は、プラスチック、シリコン、ゴムなどがある。状況によっては、マスクの代わりに鼻カニューレを使って酸素を供給することもある。用途は、医療、航空、潜水、登山、宇宙など幅広い。

## 医療用プラスチック酸素マスク
フェイスマスクと呼ばれることもある。医療用プラスチック製酸素マスクは、使い捨てのため洗浄コストや感染リスクを軽減できることから、主に医療機関で酸素吸入に使用されている。マスクのデザインによって、酸素療法を必要とする様々な医療状況において、供給される酸素の濃度が決まる。酸素は空気中に21％存在し、医療現場ではより高い酸素濃度が必要とされることが多い。酸素濃度が高すぎると、患者の健康を害する可能性があり、長期的には酸素依存症となり、極端な場合には失明する(例:未熟児網膜症)こともあるため、吸入酸素は薬物として分類されている。このような理由から、酸素療法は厳重に監視(モニター)されている。マスクは軽量で、伸縮性のあるバンドで頭や耳に装着する。また、医療従事者が患者の状態を把握するために顔が見えるように透明になっており、酸素マスク装着時に患者が感じることもある閉所恐怖症を軽減することができる。手術を受ける患者の大半は、何らかの形で酸素マスクを装着する。代わりに鼻カニューレを装着することもあるが、この方法では酸素の供給精度が低く、濃度にも制限がある。
Altus Market Researchによると、世界の使い捨て酸素マスク市場は、2019年から2023年の間に11億米ドル成長する可能性があり、また、この間、市場の成長ペースは速度を上げていくであろうとされる。

## シリコンマスク・ゴムマスク
シリコンやゴム製の酸素マスクは、プラスチック製のマスクに比べて重量がある。飛行士や医学研究者、高気圧酸素治療室内、他に一酸化炭素中毒や減圧症など純酸素投与が必要な患者が長時間使用するため、密閉性が高い設計になっている。アーサー・ブルブリアン博士は、第二次世界大戦のパイロットが着用し、病院でも使用された最初の現代的な酸素マスクの先駆者である。顔に密着するマスクの内側にある弁で呼吸ガスの出入りを制御し、呼気ガスの再呼吸を最小限に抑える。

## 酸素、ホース、圧力レギュレータ
ホースやチューブは、酸素マスクと酸素供給装置をつなぐものである。ホースはチューブよりも直径が大きく、より多くの酸素を供給することができる。ホースを使用する場合、ホースを曲げられるように畝や波状にデザインされていることがあるが、これはねじれたり酸素の流れが途切れたりするのを防ぐためである。酸素貯蔵タンクから酸素マスクに送られる酸素の量は、レギュレーターと呼ばれるバルブで制御される。貯蔵タンクないしは、酸素ボンベには酸素が高圧で充填されているため、高圧酸素によるホースや、チューブの損傷、患者への傷害を避け、酸素の無駄遣いを防ぐ上でレギュレータは必須である。また、マスクや酸素供給ホースにプラスチックやゴム製の袋（リザーバーバッグ）を取り付け、酸素を貯蔵し、簡単な固定流量レギュレーターで酸素を無駄にせず深呼吸ができるようにしたものもある。

## 麻酔用酸素マスク

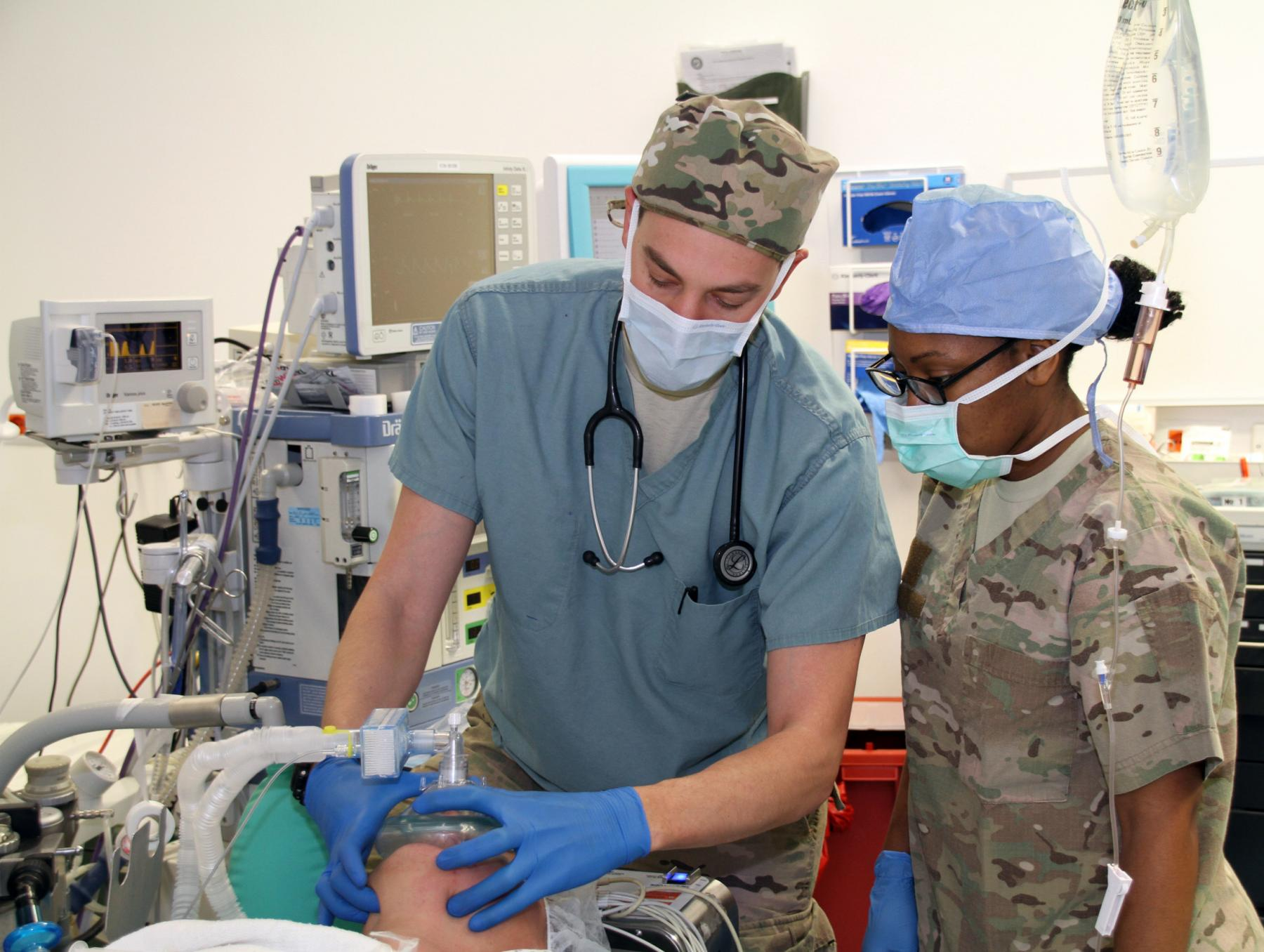
麻酔マスクを患者の顔に密着させている麻酔科医

麻酔用マスクは、患者に麻酔ガスを吸入させるためのフェイスマスクである。静電気が発生すると麻酔ガスに引火する恐れがあったため、静電気防止用のシリコンやゴムでできていた。ゴムは黒色、シリコンは透明である。かつて用いられたジエチルエーテルは可燃性が問題となったが、近年用いられているセボフルランやデスフルランは可燃性は低い。高濃度の酸素や亜酸化窒素には助燃性があり、取扱には注意を要するが、静電気で爆発・燃焼するほどの危険性はなくなり、2023年現在ではディスポーザブルのプラスチック製のマスクやホースが多く用いられている(写真参照)。マスクは口と鼻に装着するもので、ホースが二本繋がっている。1本のホースで吸入した麻酔ガスをマスクに送り、もう1本のホースで吐いた麻酔ガスを麻酔器に戻す。マスクを患者の顔に密着させるにはある程度の熟練を必要とする。麻酔科医が吸入するガスや酸素をコントロールする。

## 酸素マスクと飛行士

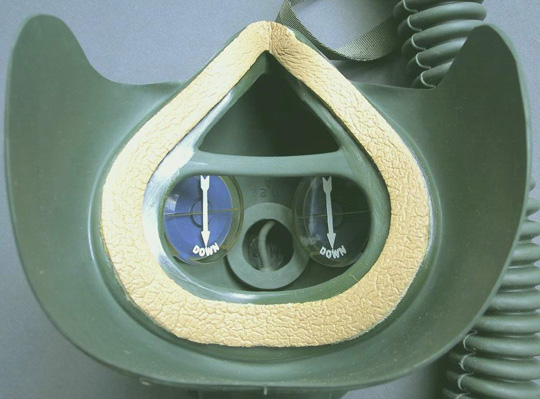
空軍飛行士マスクの内側。フェイスシール、フェイスピース、吸気弁が見える。

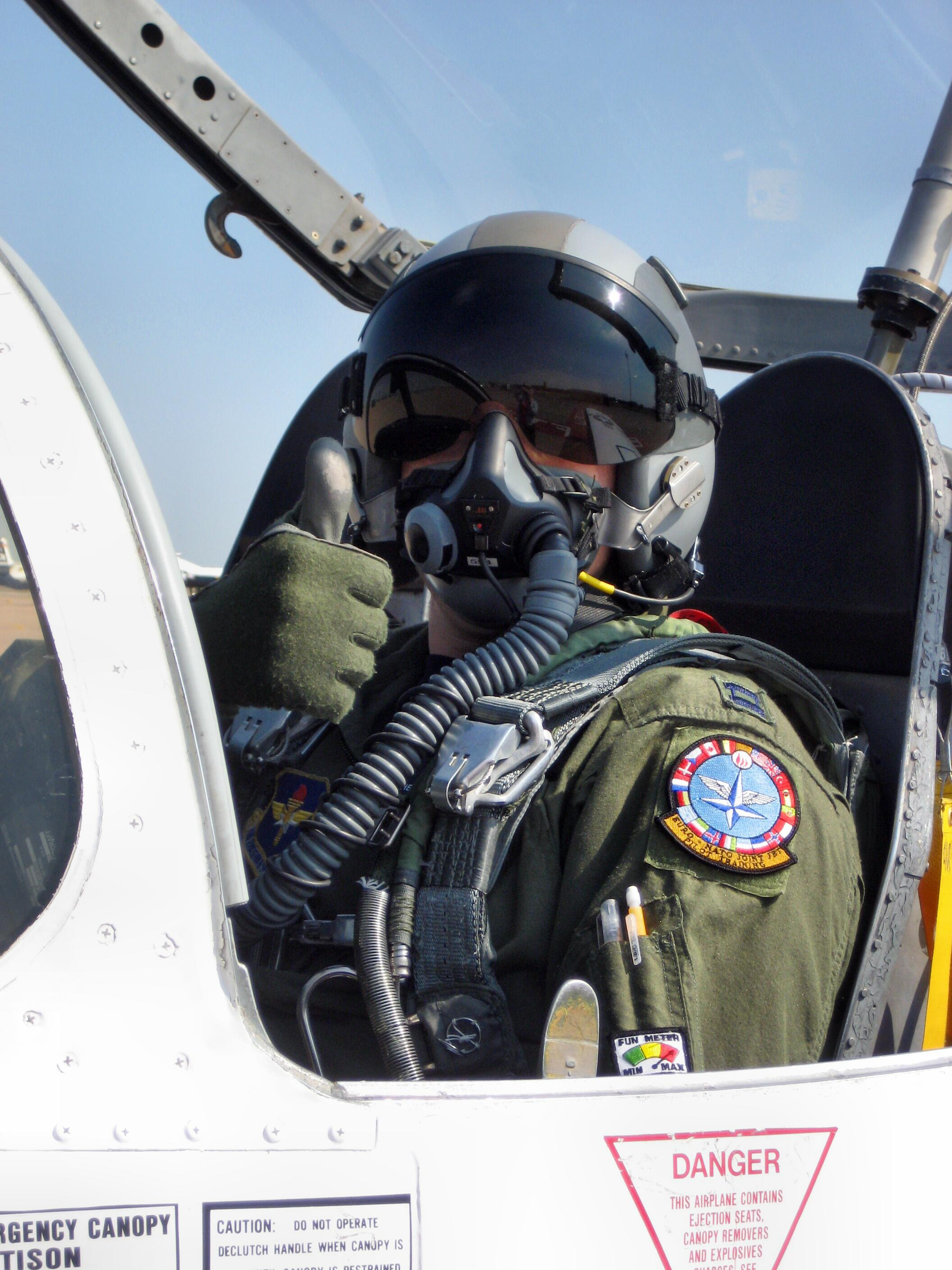
デマンド形とプレッシャー形の両方に対応したマスクを装着したT-37のパイロット

### 歴史
1919年に開発された初期の高所酸素システムは、液体酸素の入った魔法瓶を使い、標高1万5千フィート（4600m）で2人に1時間供給するものであった。液体酸素は、気化する際に膨張し、気化熱を吸収してガス化した酸素は、肺を凍傷にするほど冷たくなるため、使用前に数段階の加温が必要であった。
酸素マスクは、1941年にアルメニア生まれのアメリカの歯科矯正学博士アーサー・ブルブリアンが顔面補綴の分野で初めて成功させたものである。
航空機の酸素マスクには、他の乗組員や機内の無線に音声を伝えるためのマイクが搭載されているものが多くある。空軍飛行士の酸素マスクは、顔の側面を部分的に覆い、火傷や飛散物、射出座席やパラシュートによる緊急脱出時に顔に当たる高速気流の影響から顔を保護するためのフェイスピースを備えている。与圧服の一部であることが多い。また、飛行用ヘルメットとの併用も想定されている。

### 制御
高高度を飛行するパイロットや乗員が使用する酸素マスクは、主に「一定流量形」「デマンド形」「プレッシャデマンド形」の3種類である。
一定流量形は、酸素を連続的に供給する方式である。使用者の吸気、呼気とは関係なく、酸素が供給される。酸素マスクの下にはリブリーザー(再呼吸)バッグがあり、呼気中の酸素を回収することで、吸気サイクルの流量を多くすることができる。
デマンド形マスクとプレッシャデマンド形マスクは、ユーザーが息を吸うときだけ酸素を供給する。いずれもマスクと顔との密着性が高いことが条件である。
デマンド形では、高度が高くなると（周囲の気圧、つまり周囲の酸素分圧が下がると）、酸素分圧がほぼ一定になるよう酸素流量が増加する。デマンド形の酸素システムは、最高12,000m（40,000フィート）まで使用可能である。
プレッシャデマンド形では、マスク内の酸素が常圧以上になり、40,000フィート（約12,000m）以上の高度でも呼吸が可能になる。マスク内の圧力は胴体周辺の圧力よりも高いため、吸入は容易だが、呼気にはより多くの労力が必要とされる。飛行士は低圧試験室でプレッシャデマンド呼吸の訓練を受ける。また、密閉性が高いため、高気圧酸素室や標準酸素圧力レギュレータを用いた酸素呼吸の研究プロジェクトでも、プレッシャデマンド形酸素マスクが使用されている。
機内気圧12,500フィート（3,800m）以上の高度で30分以上飛行する場合、酸素補給が必要で、パイロットは14,000フィート（4,300m）以上で常時酸素を使用しなければならず、15,000フィート（4,600m）以上では各乗員に酸素を補給しなければならない。

## 旅客機用マスクと緊急用酸素システム

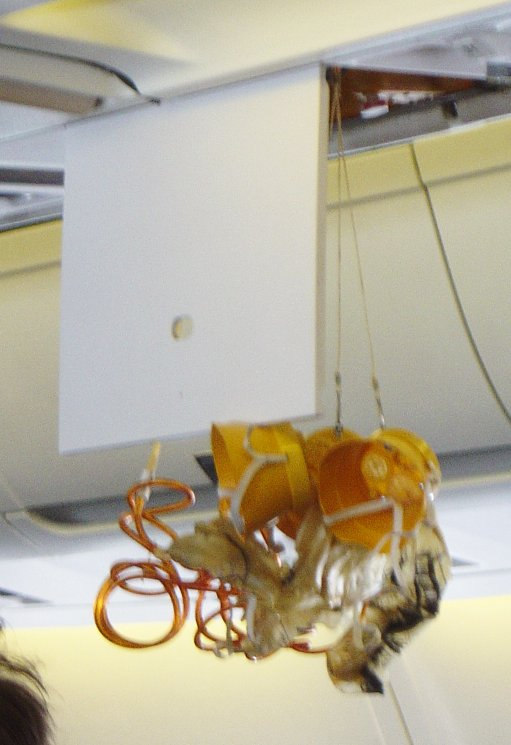
旅客機天井から展開された救急用酸素マスク

ほとんどの旅客機には、機内の与圧ができない場合に使用する酸素マスクが装備されている。一般に、旅客機は機内の気圧が高度8,000フィート（2,400m）以下相当（通常はそれよりやや低い高度）になるように与圧されており、酸素マスクがなくても普通に呼吸ができるようになっている。機内の酸素濃度が安全なレベルより低くなり、低酸素症になる恐れがある場合、酸素マスクの入った仕切りが客席や乗務員席の上や前、化粧室などに自動的に開く。
民間航空機の初期、与圧キャビンが発明される以前は、旅客機の乗客は通常の飛行中に酸素マスクを着用しなければならないことがあった。

## 自給式呼吸器(SCBA)
消防士や救急隊員は、目や顔を保護し、呼吸用空気を供給するフルフェイスマスクを使用している。このマスクは通常、背中に背負うタンクに取り付けられており、自給式呼吸器(SCBA)と呼ばれている。開回路式SCBAは、通常、酸素を供給する必要がなく、火災の危険性があるため、酸素は供給しない。リブリーザー型は、最も軽量コンパクトで、他のリブリーザー型に比べて機構が単純なため、通常、酸素供給可能である。

## ダイバーへの酸素供給

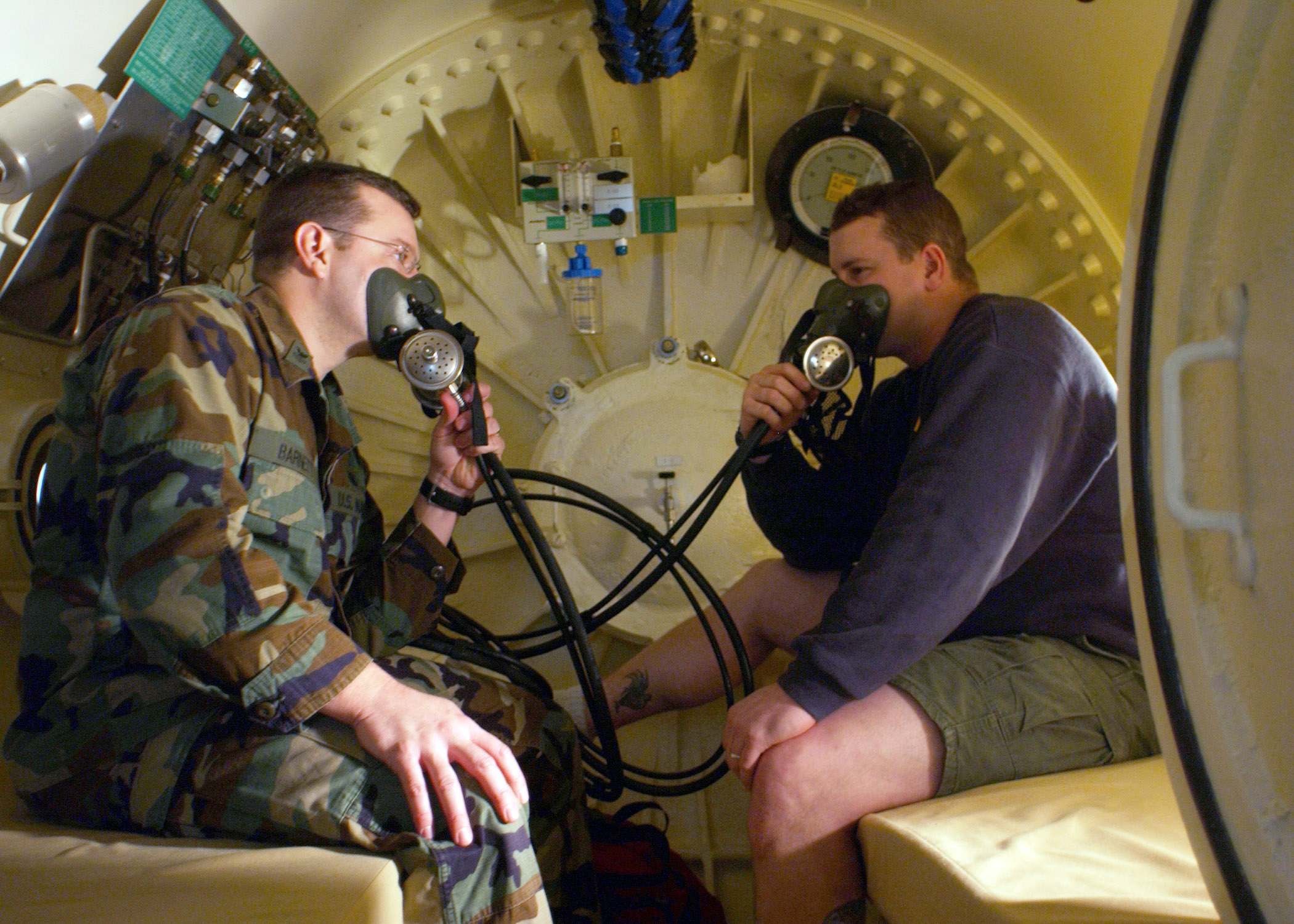
米海軍のダイバーが再与圧チャンバー内でビルトイン呼吸マスクのテストを実施している。

ダイバーは、急性酸素中毒のリスクが低い浅い深度のみ、加速減圧のため、または酸素リブリーザーから純酸素を使用する。水中減圧時の酸素供給は、リブリーザー、レギュレーター、フルフェイスダイビングマスク、またはダイビングヘルメットを使用する。

### ビルトイン呼吸システム
減圧室）内でのダイバーへの酸素供給は、室外から酸素を供給し、酸素を多く含む呼気を室外に排出するホースに接続された酸素マスクを使用するビルトイン方式が望ましいとされている。ダイバーの上流で酸素を供給し、下流で呼気を排出するダイビングのレギュレータに相当するシステムを使用し、室内の酸素分圧を火災の危険のない比較的安全なレベルに維持する。室内に排出する酸素マスクを使用する場合は、室内を頻繁に換気して、酸素濃度を安全な範囲に保つ必要がある[要出典]。

## 宇宙飛行士用の特殊マスク
宇宙飛行士は、船外活動前に血液中の窒素を除去するために酸素や呼吸用ガスを供給する特殊なフルフェイスマスクを使用する。

## ペット用の特殊マスク
ペットの蘇生に必要な酸素を供給する特殊な鼻マスクが消防署に寄贈されている。

## 高高度登山者のためのマスク
エベレストをはじめとする高峰登山に使用される酸素マスクである。極寒で過酷な環境下で使用されるため、高高度で用いられるマスクには堅牢性と有効性が求められる。マスクに使用される酸素ボンベは、軽量で強度の高い金属でできており、ケブラーなどの高強度繊維で覆われている。この特殊な酸素ボンベは、非常に高い圧力で酸素が充填されており、通常の圧力の酸素ボンベよりも長い時間、呼吸に必要な酸素を供給することができる。このシステムは、一般に7,000メートル(23,000フィート)以上の高度でしか使用されない。
近年、高所登山用の酸素マスクは、常時酸素を供給するシステムから、鼻カニューレを使って必要に応じて酸素を供給するシステムに取って代わられつつある。

## 酸素ヘルメット
酸素ヘルメットとは、高気圧酸素治療室で酸素を投与する際に使用するものである。宇宙服のヘルメットのような、首周りで密閉される透明で軽いプラスチック製のヘルメットである。視界が良好である。軽量プラスチックホースでヘルメットに酸素を供給し、呼気ガスをチャンバーの外に排出する。小児や酸素マスクの装着に抵抗のある患者には、高気圧酸素室での酸素投与に酸素ヘルメットが好まれることが多いようである。

## マスクの脱着機構
医療用酸素マスクは、医療従事者や使用者が手で固定したり、マスクを素早く取り外せるように軽量のゴム製ヘッドバンドを装着する場合もある。フルフェイスマスクは、数本のストラップで固定する。酸素マスクを密着させる場合は、2本のヘッドストラップで4カ所を固定する。飛行士のマスクには、緊急時に与圧された航空機内で素早く装着できるよう、即時装着(quick don)ハーネスが装備されていることが多いようである。軍用飛行士の酸素マスクは、即時分離(quick release)システムでヘルメットに固定されている。